# Tứ thư
Tứ Thư (四書 Sì shū) là bốn tác phẩm kinh điển của Nho học Trung Hoa, được Chu Hy thời nhà Tống lựa chọn. Chúng bao gồm:
1. Đại Học (大學 Dà Xué)
2. Trung Dung (中庸 Zhōng Yóng)
3. Luận Ngữ (論語 Lùn Yǔ)
4. Mạnh Tử (孟子 Mèng Zǐ)

Thông thường người ta hay nói là: Tứ Thư Ngũ Kinh, với Ngũ Kinh gồm 5 tác phẩm Kinh thi, Kinh thư, Kinh lễ, Kinh dịch, Kinh Xuân Thu. Các sách này còn là những tác phẩm văn chương cổ điển của Trung Quốc.
Sự học của Nho giáo có nhiều lý tưởng cao siêu, nhưng có thể nói một cách vắn tắt là: sự học chú trọng ở luân thường đạo lý, chủ trương biến hóa tùy thời, sự vụ thực tế nên không bàn đến những cái viển vông ngoài sinh hoạt của con người nơi trần thế.

## Tóm tắt nội dung

### Đại Học
Đại học là một trong những kinh điển trọng yếu của nho gia. Xưa, người đến tuổi 15 thì vào học bậc đại học và được học sách này. Hai chữ "đại học" được nhà nho giải thích là "đại nhân chi học", hiểu theo 2 nghĩa, là cái học của bậc đại nhân, và là cái học để trở thành bậc đại nhân. Cách giải thích ấy phần nào hé lộ về nội dung, mục đích của bộ sách. Đại học vốn chỉ là một thiên trong sách Lễ ký (Kinh Lễ sau này), được Tăng Sâm - một học trò hạng trung của Khổng Tử chế hóa thành. Tuy nhiên, nó chỉ thuộc bộ Tứ thư vào thời Tống, với sự xuất hiện cuốn Tứ thư tập chú của Chu Hi. Trên đại quan, sách Đại học gồm 2 phần:
- Phần đầu có một thiên gọi là Kinh, chép lại các lời nói của Khổng Tử.
- Phần sau là giảng giải của Tăng Tử, gọi là Truyện, gồm 9 thiên.

Đại học đưa ra ba cương lĩnh (gọi là tam cương lĩnh), bao gồm: Minh minh đức (làm sáng cái đức sáng của chính mình), Tân dân (làm mới cho dân, ngụ ý sau khi tự sửa mình thành tựu lại đứng ra giúp người cải cách, bỏ xấu theo tốt) và Chỉ ư chí thiện (an trú ở nơi chí thiện). Ba cương lĩnh này được cụ thể hóa bằng 8 điều mục nhỏ (gọi là bát điều mục), bao gồm: cách vật (tiếp cận và nhận thức sự vật), trí tri (đạt tri thức về sự vật), thành ý (làm cho ý của mình thành thực), chính tâm (làm cho tâm của mình được trung chính), tu thân (tu sửa thân mình), tề gia (xếp đặt mọi việc cho gia đình hài hòa), trị quốc (khiến cho nước được an trị), bình thiên hạ (khiến cho thiên hạ được yên bình).
Minh minh đức ứng với cách vật, trí tri, thành ý, chính tâm và tu thân trong bát điều mục. Tân dân ứng với tề gia và trị quốc. Chỉ ư chí thiện tương ứng với bình thiên hạ. Bắt đầu từ chỗ làm sáng cái đức vốn sáng, vì có gốc gác tiên thiên của bản thân mình, lấy đó làm khởi điểm cho sự tu đức. Kết quả cuối cùng của quá trình này là làm cho toàn bộ thiên hạ được an trị, đó là cứu cánh của nó. Sự tu đức, được coi là phổ dụng cho tất cả mọi người.Đó là cái gọi là: "Tự thiên tử dĩ chí ư thứ nhân, nhất thị giai dĩ tu thân vi bản" (Nghĩa là: "từ vua cho đến thường dân, ai ai cũng đều lấy sự sửa mình làm gốc").
Sách Đại học dạy người ta cách tu thân và cai trị thiên hạ theo chủ trương "vi chính dĩ đức" của nho gia.

### Trung Dung
Sách Trung Dung do Tử Tư làm ra cũng trên cơ sở một thiên trong Kinh Lễ. Tử Tư là học trò của Tăng Tử, cháu nội của Khổng Tử, thọ được cái học tâm truyền của Tăng Tử.
Trong sách Trung Dung, Tử Tư dẫn những lời của Khổng Tử nói về đạo "trung dung", tức là nói về cách giữ cho ý nghĩ và việc làm luôn luôn ở mức trung hòa, không thái quá, không bất cập và phải cố gắng ở đời theo nhân, nghĩa, lễ, trí, tín, cho thành người quân tử, để cuối cùng thành thánh nhân. Sách Trung Dung chia làm hai phần:
- Phần 1: từ chương 1 đến chương 20, là phần chính, gồm những lời của Khổng Tử dạy các học trò về đạo lý trung dung, phải làm sao cho tâm được: tồn, dưỡng, tĩnh, sát; mức ở được gồm đủ: nhân, nghĩa, lễ, trí, tín cho hòa với muôn vật, hợp với lòng Trời để thành người tài giỏi.
- Phần 2: từ chương 21 đến chương 33, là phần phụ, gồm những ý kiến của Tử Tư giảng giải thêm cho rõ ràng ý nghĩa và giá trị của hai chữ trung dung.

Cả hai quyển sách Đại Học và Trung Dung trước đây là những thiên trong Kinh Lễ, sau các Nho gia đời Tống tách riêng ra làm hai quyển để hợp với sách Luận Ngữ và Mạnh Tử thành bộ Tứ Thư.

### Luận Ngữ
Luận Ngữ là sách sưu tập ghi chép lại những lời dạy của Khổng Tử và những lời nói của người đương thời. Sách Luận Ngữ gồm 20 thiên, mỗi thiên đều lấy chữ đầu mà đặt tên, và các thiên không có liên hệ với nhau.
Đọc sách này, người ta hiểu được phẩm chất tư cách và tính tình của Khổng Tử, nhất là về giáo dục, ông tỏ ra là người thấu hiểu tâm lý của từng học trò, khéo đem lời giảng dạy thích hợp với từng trình độ, từng hoàn cảnh của mỗi người. Như có khi cùng một câu hỏi mà ông trả lời cho mỗi người một cách.
Trình Y Xuyên, một nhà Nho đời Tống nói:
Có người đọc xong Luận Ngữ mà không thấy gì cả, có người đọc xong lại thấy thích thú một vài câu, có người đọc xong thì rất thích thú đến độ múa tay múa chân mà không hay biết.
Bởi vậy, khi đọc Luận Ngữ, phải đọc chậm rãi, suy nghĩ tường tận, càng suy nghĩ càng phát hiện được nhiều điều hay.
Trình Y Xuyên lại nói:
Ai đọc xong Luận Ngữ mà vẫn còn những tính nết như trước khi chưa đọc thì người ấy chưa hiểu được sách Luận Ngữ vậy.
Tóm lại sách Luận Ngữ dạy đạo quân tử một cách thực tiễn, miêu tả tính tình đức độ của Khổng Tử để làm mẫu mực cho người đời sau noi theo.

### Mạnh Tử
Sách Mạnh Tử là bộ sách làm ra bởi Mạnh Tử và các môn đệ của ông như: Nhạc Chính Khắc, Công Tôn Sửu, Vạn Chương v.v. ghi chép lại những điều đối đáp của Mạnh Tử với các vua chư hầu, giữa Mạnh Tử và các học trò cùng với những lời phê bình của Mạnh Tử về các học thuyết khác như: học thuyết của Mặc Tử, Dương Chu.
Sách Mạnh Tử gồm 7 thiên, chia làm 2 phần: Tâm học và Chính trị học.
- Tâm học: Từ thời Mạnh tử, ông cảm nhận được một đấng vô hình nên hay nhắc đến Trời. Mạnh Tử cho rằng mỗi người đều có tính thiện do Trời phú cho. Sự giáo dục phải lấy tính thiện đó làm cơ bản, giữ cho nó không mờ tối, trau dồi nó để phát triển thành người lương thiện. Tâm là cái thần minh của Trời ban cho người. Như vậy, tâm của ta với tâm của Trời đều cùng một thể. Học là để giữ cái Tâm, nuôi cái Tính, biết rõ lẽ Trời mà theo chính mệnh.
 Nhân và nghĩa vốn có sẵn trong lương tâm của người. Chỉ vì ta đắm đuối vào vòng vật dục nên lương tâm bị mờ tối, thành ra bỏ mất nhân nghĩa. Mạnh Tử đề cập đến khí Hạo nhiên, cho rằng nó là cái tinh thần của người đã hợp nhất với Trời.
 Phần Tâm học của Mạnh Tử rất sâu xa, khiến học giả dù ở địa vị hay cảnh ngộ nào cũng giữ được phẩm giá tôn quý.
- Chính trị học: Mạnh Tử chủ trương: Dân vi quý, xã tắc thứ chi, quân vi khinh. Đây là một tư tưởng rất mới và rất táo bạo trong thời quân chủ chuyên chế đang thịnh hành.
 Mạnh Tử nhìn nhận chế độ quân chủ, nhưng vua không có quyền lấy dân làm của riêng cho mình. Phải duy dân và vì dân. Muốn vậy, phải có luật pháp công bằng, dẫu vua quan cũng không được vượt ra ngoài pháp luật đó. Người trị dân, trị nước phải chăm lo việc dân việc nước, làm cho đời sống của dân được sung túc, phải lo giáo dục dân để hiểu rõ luật pháp mà tuân theo, lấy nhân nghĩa làm cơ bản để thi hành.
 Chủ trương về chính trị của Mạnh Tử thật vô cùng mới mẻ và táo bạo, nhưng rất hợp lý, làm cho những người chủ trương quân chủ thời đó không thể nào bắt bẻ được. Có thể đây là lý thuyết khởi đầu để hình thành chế độ quân chủ lập hiến sau này.

Tóm lại, bộ sách Mạnh Tử rất có giá trị với Nho giáo. Phần Tâm học trong sách là đỉnh cao nhất trong học thuyết Nho giáo.
Trình Y Xuyên nói:
Kẻ đi học nên lấy hai quyển sách: Luận Ngữ và Mạnh Tử làm cốt. Đã học được hai bộ sách này rồi thì không cần học Ngũ Kinh cũng rõ thông được cái đạo của Thánh hiền.

## Tổng kết
Bộ sách Tứ Thư của Nho giáo ra đời cách nay khoảng hơn 800 năm, đã trải qua bao sóng gió theo những giai đoạn thăng trầm của lịch sử Trung Hoa. Lần thì bị Tần Thủy Hoàng đốt, lần thì bị tiêu tan trong các cuộc nội chiến triền miên của Trung Hoa. Do vậy khó tránh được nạn "tam sao thất bản". Đến đời nhà Tống, bộ sách này mới được các danh Nho tu chỉnh.
Đầu tiên là hai anh em họ Trình: Trình Hạo (1032-1085) và Trình Di (1033-1107) hiệu là Y Xuyên, nghiên cứu, soạn tập và chú giải Tứ Thư và Ngũ Kinh. Sau đó Chu Hy (1130-1200) hiệu là Hối Am, bổ cứu và sắp đặt thành chương cú cho có thứ tự phân minh.
Ngày nay, có những bản sách Tứ Thư và Ngũ Kinh là do công lao của hai anh em Trình Hạo, Trình Di và của Chu Hy thời nhà Tống.